# Andreas Markl
Andreas Markl (Vienna, 26 aprile 1829 – Vienna, 6 maggio 1913) è stato un militare e numismatico austriaco.

## Biografia
Era figlio di un commerciante; nel 1845 entrò nell'esercito e nel 1848 partecipò alle campagne in Italia e Ungheria. Come militare era nel corpo dei pionieri. Nel 1866 diresse la costruzione di batterie a Königstetten e Tulln. Congedato con onore nel 1870, si dedicò alla numismatica ed collaborò con il Oberösterreichisches Landesmuseum, di cui diresse la sezione numismatica
Come collezionista e studioso si interessò della monetazione di Claudio II e di Quintillo. 
Alcuni suo lavori furono tradotti in italiano e pubblicati sulla Rivista italiana di numismatica.
Anche il fratello Moritz era appassionato di numismatica antica.

## Pubblicazioni
In italiano (da Rivista italiana di numismatica, 1889)
- Serdica o Antiochia?
- Peso e titolo degli antoniniani di Claudio Gotico